# دة حاجي (مقاطعة دورود)
دة حاجي (بالفارسية: ده حاجی) هي قرية تقع في قسم تشالانتشولان الريفي (مقاطعة دورود) في إيران. يقدر عدد سكانها بـ 403 نسمة بحسب إحصاء 2016.